# Olivetti P602
La Olivetti P602 è un computer prodotto dalla Olivetti nel 1971 come successore della Programma 101, della quale mantiene l'architettura, seppur con importanti modifiche.

## Storia
La P602 venne rilasciata nel 1971 come successore della Programma 101. A differenza della P101, venduta come "calcolatore da tavolo" in italiano e "desk top computer" in inglese, il termine scelto dall'azienda eporediese per il prodotto fu quello di microcomputer, per un prodotto di dimensioni e costo ridotto rispetto ai coevi minicomputer.
Fu una risposta ai prodotti concorrenti americani, come l'HP 9100A e le varie macchine dei Wang Laboratories, che integravano funzioni matematiche al loro interno, e venne sostituita dalla Olivetti P652 nel 1973.

## Caratteristiche

### Generalità
Seppur sviluppata in circuiti integrati DTL, mantiene un'architettura simile a quella della Programma 101, con una memoria a linea di ritardo di dimensioni circa doppie rispetto alla Perottina.
La P602 mette a disposizione 16 registri: 3 operativi (M, A ed R, similmente alla P101), 9 di deposito e 4 di programma. Ogni registro può ospitare 30 cifre o 32 istruzioni ed è possibile dividerlo in due o in quattro. È supportata l'indirezione, ossia ci si può riferire ad un registro in base al suo riferimento numerico e non in base al suo nome.
Viene inoltre introdotto il concetto di "zone di memoria", su cui possono essere operate alcune operazioni in modo omogeneo come la cancellazione e il salvataggio su cartuccia magnetica. Esse sono:
- Zona 1: i registri di programma
- Zona 2: i registri aggiuntivi
- Zona 3: i registri classici della P101, eccetto B

Oltre a ciò erano disponibili tre registri binari, denominati M, A ed R e detti deviatori, non collegati ai tre registri operativi, che potevano assumere solo lo stato di acceso e spento e potevano essere modificati e verificati in ogni punto del programma.

### Set di istruzioni

#### Salti
I salti sono radicalmente modificati rispetto alla P101 e alla P203, pur mantenendo l'idea di etichette per effettuarli. A differenza delle macchine precedenti l'etichetta di destinazione è unica ed è un prefisso che stabilisce l'eventuale condizione del salto, ciò permette di avere sino a 32 destinazioni di salti in un singolo programma.
Viene inoltre eliminato il salto modificato, caratteristico della P203, che è sostituito dalla chiamata a subroutine, che permette in automatico il ritorno al punto di programma in cui è stata chiamata la subroutine.

### ROM
Si poteva facoltativamente collegare al calcolatore una memoria ROM con funzioni trigonometriche, logaritmiche, esponenziali e aritmetiche in virgola mobile, nello specifico:
- Trigonometriche: seno, coseno, tangente e arcotangente
- Esponenziali: 10x
- Logaritmiche: Log10 x, ln x.
- Virgola mobile: somma, sottrazione, moltiplicazione, divisione
- Costanti: π/2, ln 10

A differenza della concorrenza e della Olivetti P652 non esistevano dei tasti appositi sulla tastiera per richiamare sequenze dalla ROM e si doveva usare l'istruzione "* /" per annunciare al calcolatore la chiamata ad una funzione della ROM, seguita da un'istruzione di salto verso una delle istruzioni in ROM.

### Periferiche
È possibile dotare il calcolatore di due interfacce per periferiche esterne, ossia:
- Interfaccia per cartuccia magnetica MLU 600, che permette di avere una memoria ad accesso casuale magnetica a nastro da 56, 112 o 224 blocchi, con ogni blocco che può salvare 4 registri interi della P602, orbene una zona di memoria.
- Interfaccia IPSO (Interfaccia Periferiche Standard Olivetti), che permette di collegare sino a quattro dispositivi come lettori e perforatori di nastro, plotter, macchine per scrivere, strumenti di misura e altro, tramite codice ISO a 8 bit